# Gonorreia
Gonorreia, blenorragia, blenorreia, uretrite gonocócica ou popularmente esquentamento, purgação ou pingadeira, é uma infecção sexualmente transmissível (IST) causada pela bactéria Neisseria gonorrhoeae, também chamada de gonococo. A infecção pode envolver os genitais, a boca ou o reto. É a infecção sexualmente transmissível mais comum e parece ser a mais antiga também.
A gonorreia é transmitida através do contato sexual com uma pessoa infectada, ou por transmissão de mãe para filho durante o parto. Homens infectados podem apresentar dor ou ardor ao urinar, secreção do pênis ou dor testicular. Mulheres infectadas podem apresentar ardor ao urinar, corrimento vaginal, sangramento vaginal entre os períodos ou dor pélvica. Complicações em mulheres incluem doença inflamatória pélvica e, em homens, incluem inflamação do epidídimo. Muitos dos infectados, entretanto, não apresentam sintomas. Se não tratada, a gonorreia pode se espalhar para as articulações ou para as válvulas do coração. A gonorreia afeta cerca de 0,8% das mulheres e 0,6% dos homens. Estima-se que ocorram entre 33 e 106 milhões de novos casos a cada ano. Em 2015, a gonorreia causou cerca de 700 mortes.
A gonorreia, assim como outras infecções sexualmente transmissíveis (ISTs), é cercada por estigmas sociais, associada a comportamentos considerados promíscuos. No entanto, a verdade é que qualquer pessoa pode contrair a doença, caso tenha relação sexual sem preservativo.

## Nomes
A gonorreia também é conhecida como blenorragia, blenorreia, gonococia e uretrite gonocócica. Popularmente, é chamada de esquentamento, purgação e pingadeira. Os termos "esquentamento" e "pingadeira" devem-se ao fato da bactéria da doença, Neisseria gonorrhoeae, causar inflamação e infecção no canal urinário, e secreção purulenta constante pela uretra. Em inglês, a gonorreia é conhecida informalmente como "clap", e uma teoria sobre a origem do termo está relacionada à expressão popular francesa "les clapiers", que significa "aqueles que escondem-se em tocas", usada para descrever os frequentadores de bordéis da França.

## Etimologia
O termo "gonorreia" tem origem no grego "gonorrhoía", que significa "corrimento nos órgãos genitais". Foi incorporado ao latim "gonorrhoea".

## História

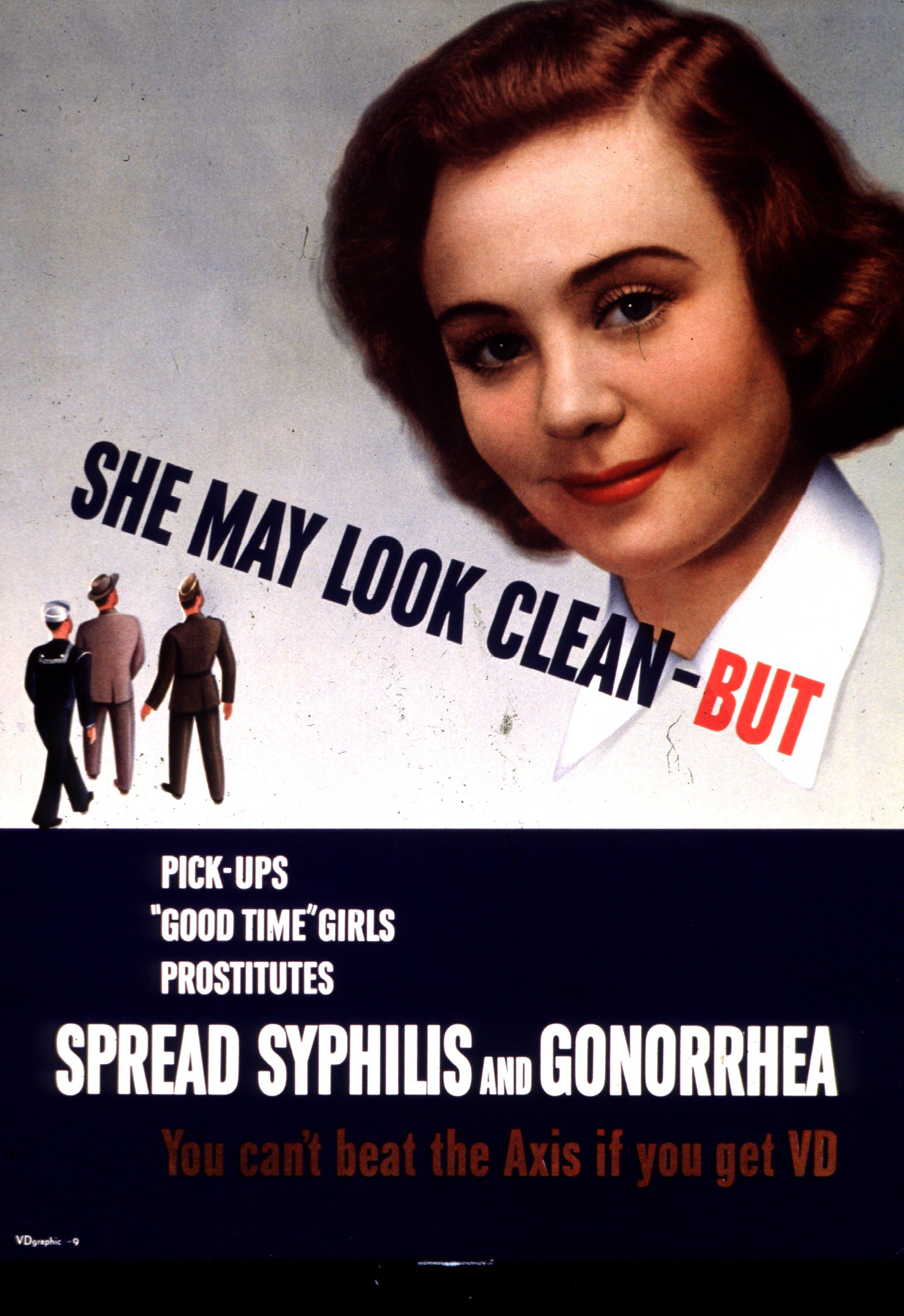
Durante a Segunda Guerra Mundial, o governo dos EUA utilizou cartazes para alertar o pessoal militar sobre os perigos da gonorreia e de outras infecções sexualmente transmissíveis.

Alguns estudiosos traduzem os termos bíblicos zav (para um homem, em hebraico: זָב) e zavah (para uma mulher, זָבָה) como gonorreia.
Foi sugerido que o mercúrio foi utilizado como tratamento para a gonorreia. Instrumentos cirúrgicos a bordo do navio de guerra inglês recuperado, a Mary Rose, incluíam uma seringa que, segundo alguns, era utilizada para injetar o mercúrio através do meato urinário em tripulantes com gonorreia. O nome "the clap", em referência à doença, é registrado já no século XVI, referindo-se a um distrito de luz vermelha medieval em Paris, Les Clapiers. Traduzido como "As tocas de coelho", foi assim denominado devido às pequenas cabanas onde trabalhavam as prostitutas.
Nitrato de prata foi um dos medicamentos amplamente utilizados no século XIX. Contudo, foi substituído pelo Protargol. Arthur Eichengrün inventou esse tipo de prata coloidal, que foi comercializado pela Bayer a partir de 1897. O tratamento à base de prata foi utilizado até que os primeiros antibióticos entrassem em uso na década de 1940.
Não é possível determinar com exatidão a época do surgimento da gonorreia como doença prevalente ou epidêmica a partir dos registros históricos. Uma das primeiras anotações confiáveis ocorre nos Atos do Parlamento Inglês, que, em 1161, aprovou uma lei para reduzir a disseminação da "perigosa enfermidade da queimação". Os sintomas descritos são consistentes com, mas não são diagnósticos de, gonorreia. Um decreto semelhante foi emitido por Luís IX na França em 1256, substituindo a regulação pelo banimento. Sintomas semelhantes foram notados durante o cerco de Acre pelos Cruzados.
Coincidente ou dependente do surgimento de uma epidemia de gonorreia, diversas mudanças ocorreram na sociedade medieval europeia. Cidades contrataram médicos de saúde pública para tratar os pacientes afetados sem direito de recusa. Papa Bonifácio VIII revogou a exigência de que os médicos completassem estudos para as ordens inferiores do sacerdócio católico.
Médicos de saúde pública medievais, contratados por suas cidades, eram obrigados a tratar prostitutas infectadas com a "queimação", bem como leprosos e outros pacientes afetados por epidemias. Após o Papa Bonifácio secularizar completamente a prática da medicina, os profissionais passaram a estar mais dispostos a tratar infecções sexualmente transmissíveis.

## Sinais e sintomas
Infecções por gonorreia nas membranas mucosas podem causar inchaço, coceira, dor e formação de pus. O tempo entre a exposição e o aparecimento dos sintomas geralmente varia entre dois e 14 dias, com a maioria dos sintomas surgindo entre quatro e seis dias após a infecção, caso se manifestem. Tanto homens quanto mulheres com infecções na garganta podem apresentar dor de garganta, embora essa infecção não produza sintomas em 90% dos casos. Outros sintomas podem incluir gânglios linfáticos inchados ao redor do pescoço. Ambos os sexos podem ser infectados nos olhos ou no reto se esses tecidos forem expostos à bactéria, o que pode levar a dor ao evacuar, secreção retal ou constipação.

### Mulheres
Metade das mulheres com gonorreia são assintomáticas mas a outra metade apresenta corrimento vaginal, dor na parte inferior do abdômen ou dor durante o ato sexual associada à inflamação do colo uterino. Complicações médicas comuns da gonorreia não tratada em mulheres incluem a doença inflamatória pélvica, que pode causar cicatrizes nas trompas de Falópio e resultar em gravidez ectópica entre aquelas que engravidam. O órgão mais atingido é o colo do útero.

### Homens
A maioria dos homens infectados que apresenta sintomas tem inflamação da uretra peniana associada a uma sensação de queimação ao urinar e secreção do pênis. Em homens, a secreção, com ou sem queimação, ocorre em metade dos casos e é o sintoma mais comum da infecção. Essa dor é causada por um estreitamento e enrijecimento do lúmen da uretra. A complicação médica mais comum da gonorreia em homens é a inflamação do epidídimo. A gonorreia também está associada a um aumento do risco de câncer de próstata.

### Recém-nascidos

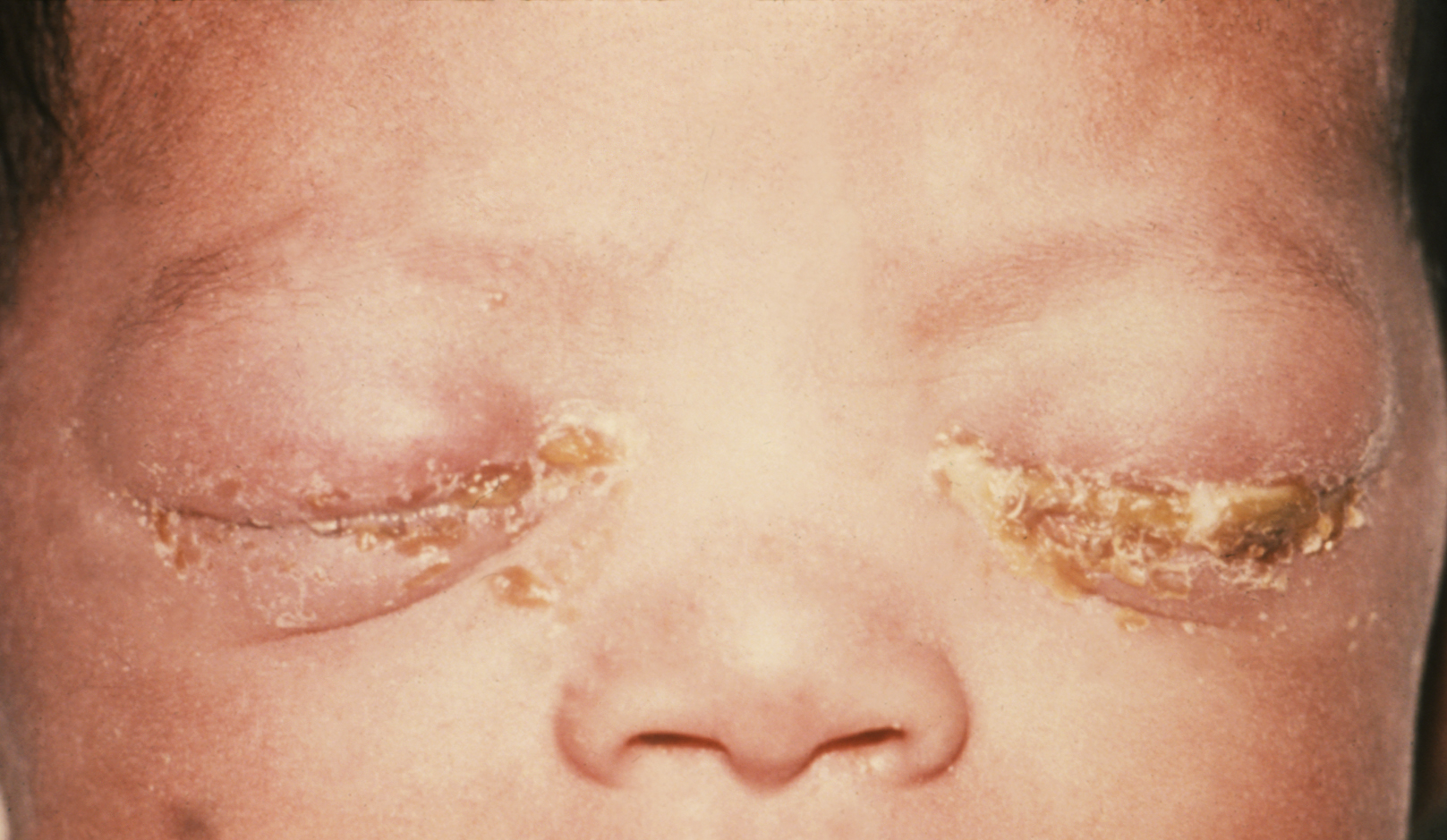
Um recém-nascido com gonorreia ocular

Se não tratada, a conjuntivite neonatal gonocócica se desenvolverá em 28% dos bebês nascidos de mulheres com gonorreia.

### Transmissão
Se não tratada, a gonorreia pode se espalhar do sítio original de infecção e infectar, danificando, as articulações, a pele e outros órgãos. Indícios disso podem incluir febre, erupções cutâneas, feridas e dor e inchaço nas articulações. Em casos avançados, a gonorreia pode causar uma sensação geral de cansaço, similar a outras infecções. Também é possível que um indivíduo desenvolva uma alergia à bactéria, caso em que os sintomas se intensificarão significativamente. Muito raramente, a infecção pode se estabelecer no coração, causando endocardite, ou na coluna vertebral, causando meningite. Ambas as complicações são mais prováveis em indivíduos com o sistema imunológico comprometido.

## Causa

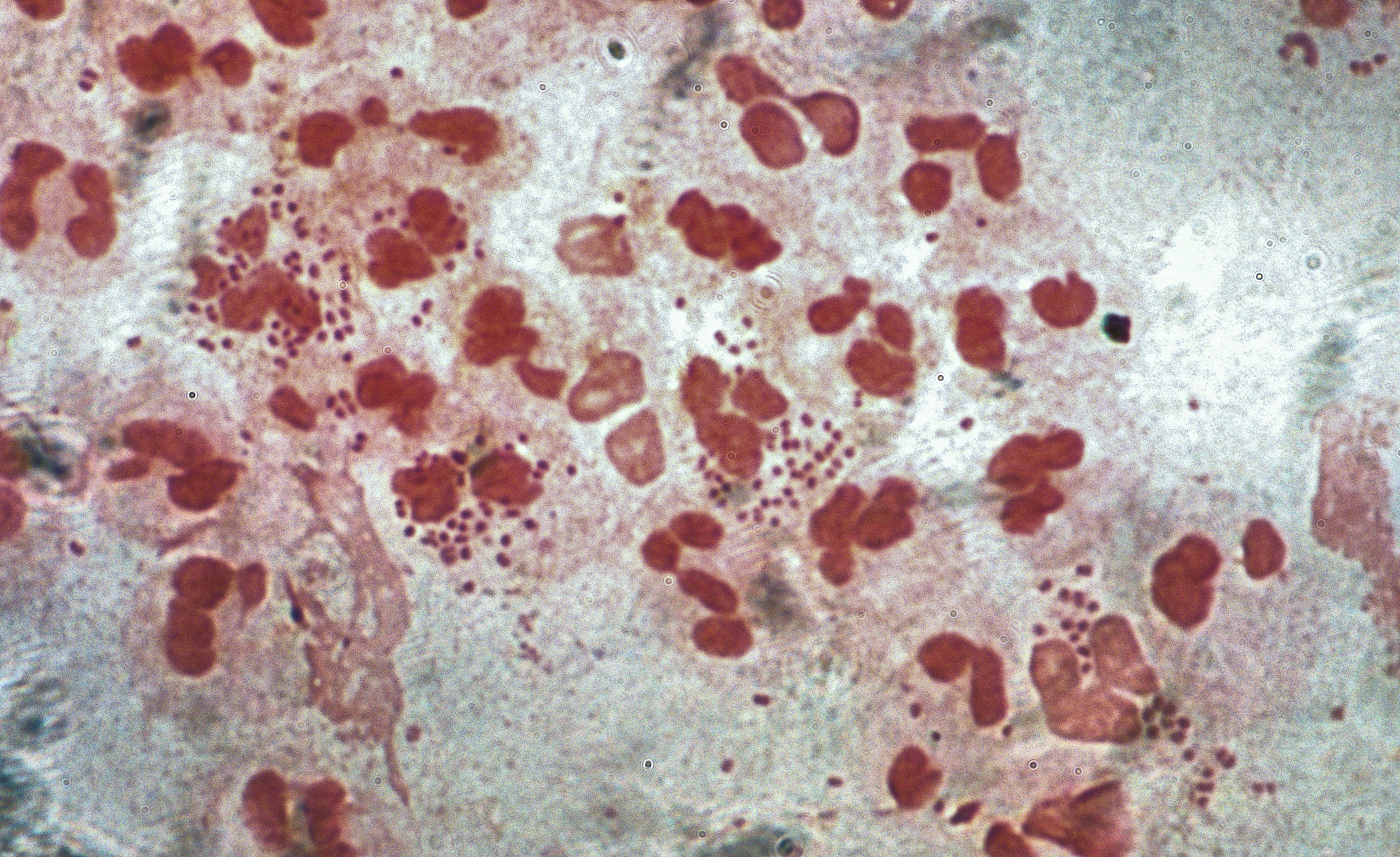
Neisseria gonorrhoeae em pus de um caso de gonorreia em um homem (coloração de Gram)

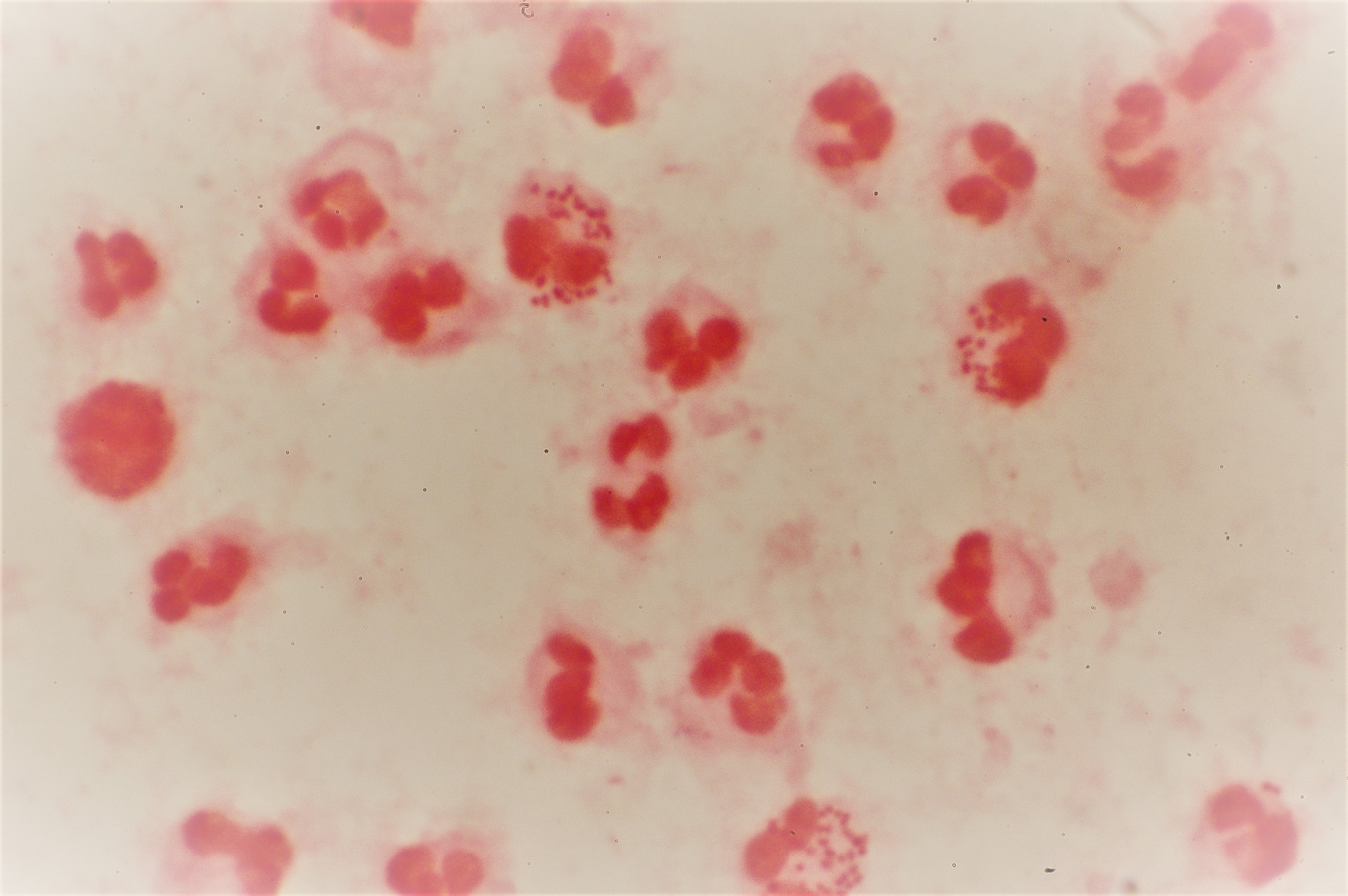
Pus corado por Gram de uma descarga uretral, mostrando diplococos Gram-negativos intracelulares

A gonorreia é causada pela bactéria Neisseria gonorrhoeae. Infecções anteriores não conferem imunidade – uma pessoa que já foi infectada pode ser reinfectada pela exposição a alguém infectado. Indivíduos infectados podem transmitir a doença repetidamente sem apresentarem sinais ou sintomas próprios.

### Transmissão
A infecção geralmente é transmitida de uma pessoa para outra através de sexo vaginal, sexo oral ou sexo anal. Homens têm um risco de 20% de contrair a infecção em um único ato de sexo vaginal com uma mulher infectada. O risco para homens que fazem sexo com homens (HSH) é maior. Homens inserentes em relações sexuais com outros homens podem contrair infecção peniana a partir do sexo anal, enquanto homens receptivos podem contrair gonorreia anorretal. Mulheres têm um risco de 60–80% de contrair a infecção em um único ato de sexo vaginal com um homem infectado.
Uma mãe pode transmitir a gonorreia para seu recém-nascido durante o parto; quando afeta os olhos do bebê, é denominada oftalmia neonatorum. A transmissão também pode ocorrer por meio de objetos contaminados com fluidos corporais de uma pessoa infectada. A bactéria normalmente não sobrevive por muito tempo fora do corpo, geralmente morrendo em minutos a horas.

#### Fatores de risco
Verificou-se que mulheres sexualmente ativas com menos de 25 anos e homens que fazem sexo com homens estão com risco aumentado de contrair gonorreia.
Outros fatores de risco incluem:
- Ter um novo parceiro sexual
- Ter um parceiro sexual que possui outros parceiros
- Ter mais de um parceiro sexual
- Ter tido gonorreia ou outra infecção sexualmente transmissível[60]

## Complicações
A gonorreia não tratada pode levar a complicações graves, tais como:
- Infertilidade em mulheres. A gonorreia pode se espalhar para o útero e as trompas de Falópio, causando doença inflamatória pélvica (DIP). DIP pode resultar em cicatrizes nas trompas, maior risco de complicações na gravidez e infertilidade, podendo ser fatal, principalmente em indivíduos imunocomprometidos.[carece de fontes?] DIP requer tratamento imediato.
- Infertilidade em homens. A gonorreia pode causar inflamação de um pequeno tubo em forma de espiral na parte posterior dos testículos, onde estão localizados os ductos deferentes, levando à epididimite. A epididimite não tratada pode ocasionar infertilidade.
- Infecção que se espalha para as articulações e outras áreas do corpo. A bactéria causadora da gonorreia pode disseminar-se pela corrente sanguínea e infectar outras partes do corpo, inclusive as articulações. Febre, erupções cutâneas, feridas na pele, dor, inchaço e rigidez nas articulações são possíveis.
- Risco aumentado de HIV/AIDS. Ter gonorreia aumenta a suscetibilidade à infecção pelo vírus da imunodeficiência humana (HIV), o vírus que leva à AIDS. Pessoas que apresentam tanto gonorreia quanto HIV (não tratadas com terapia antirretroviral) podem transmitir ambas as doenças com maior facilidade a seus parceiros.
- Complicações em bebês. Bebês que contraem gonorreia de suas mães durante o parto podem desenvolver cegueira, feridas no couro cabeludo e infecções.[52][53]

## Diagnóstico
Tradicionalmente, a gonorreia era diagnosticada com a coloração de Gram e cultura; entretanto, métodos de teste mais recentes baseados na reação em cadeia da polimerase (PCR) estão se tornando mais comuns. Se o tratamento inicial falhar, deve ser realizada uma cultura para determinar a sensibilidade da bactéria aos antibióticos.
Testes que utilizam PCR (também conhecido como amplificação de ácido nucleico) para identificar genes exclusivos de N. gonorrhoeae são recomendados para o rastreamento e diagnóstico da infecção por gonorreia. Esses testes baseados em PCR requerem uma amostra de urina, esfregaços uretrais ou cervicais/vaginais. A cultura (crescimento de colônias bacterianas para isolar e identificar o patógeno) e a coloração de Gram (técnica de coloração para revelar a morfologia bacteriana) também podem ser empregadas para detectar N. gonorrhoeae em todos os tipos de amostras, exceto na urina. Estudos comparando o método de coleta por esfregaço para infecções por gonorreia não demonstraram diferença no número de pacientes tratados, independentemente de a amostra ser coletada em casa ou na clínica. As implicações para o número de pacientes curados, taxas de reinfecção, manejo dos parceiros e segurança permanecem desconhecidas.
Se diplococos Gram-negativos, positivos para oxidase, forem visualizados na coloração de Gram direta do pus uretral (infecção genital masculina), nenhum teste adicional é necessário para confirmar o diagnóstico da gonorreia. Entretanto, a coloração de Gram direta de esfregaços cervicais não é útil, pois os organismos N. gonorrhoeae estão menos concentrados nessas amostras. A probabilidade de um teste falso-positivo também é maior para esfregaços cervicais, pois os diplococos Gram-negativos nativos da flora vaginal não podem ser distinguidos de N. gonorrhoeae. Assim, os esfregaços cervicais devem ser cultivados conforme as condições descritas. Se diplococos Gram-negativos, positivos para oxidase, forem isolados a partir de uma cultura de uma amostra cervical/vaginal, o diagnóstico é confirmado. A cultura é especialmente útil para o diagnóstico de infecções na garganta, reto, olhos, sangue ou articulações — áreas onde os testes baseados em PCR não estão bem estabelecidos em todos os laboratórios. A cultura também é empregada para testes de sensibilidade antimicrobiana, análise de falhas terapêuticas e para fins epidemiológicos (surto, vigilância).
Em pacientes que possam apresentar infecção gonocócica disseminada (DGI), todos os possíveis sítios mucosos devem ser cultivados (por exemplo, faringe, colo do útero, uretra, reto). Devem ser obtidos três conjuntos de hemoculturas. O líquido sinovial deve ser coletado em casos de artrite séptica.
Todas as pessoas que testam positivo para gonorreia devem ser examinadas quanto a outras infecções sexualmente transmissíveis, como clamídia, sífilis e vírus da imunodeficiência humana. Estudos identificaram coinfecção com clamídia variando de 46 a 54% em jovens com gonorreia. Entre indivíduos nos Estados Unidos com idades entre 14 e 39 anos, 46% dos casos de infecção gonorréica também apresentam infecção por clamídia. Por essa razão, os testes para gonorreia e clamídia costumam ser realizados em conjunto. Indivíduos diagnosticados com gonorreia têm um risco cinco vezes maior de transmissão do HIV. Além disso, indivíduos infectados que são HIV positivos têm maior probabilidade de liberar e transmitir o HIV para parceiros não infectados durante um episódio de gonorreia.

## Triagem
O United States Preventive Services Task Force (USPSTF) recomenda a triagem para gonorreia em mulheres com risco aumentado de infecção, o que inclui todas as mulheres sexualmente ativas com menos de 25 anos. A gonorreia e a clamídia extragenitais são mais prevalentes em homens que fazem sexo com homens (HSH).  Adicionalmente, o USPSTF também recomenda a triagem de rotina para pessoas que já testaram positivo para gonorreia, que têm múltiplos parceiros sexuais ou que usam preservativos de forma inconsistente, oferecem favores sexuais em troca de dinheiro ou mantêm relações sexuais sob a influência de álcool ou drogas.
A triagem para gonorreia em mulheres que estão (ou pretendem estar) grávidas e que são consideradas de alto risco para infecções sexualmente transmissíveis é recomendada como parte do cuidado pré-natal nos Estados Unidos.

## Prevenção
Como ocorre com a maioria das infecções sexualmente transmissíveis, o risco de infecção pode ser significativamente reduzido pelo uso correto de preservativos, pela abstinência de relações sexuais ou pode ser praticamente eliminado ao limitar as atividades sexuais a um relacionamento monogâmico mútuo com uma pessoa não infectada.
Pessoas que já foram infectadas são encorajadas a retornar para acompanhamento, a fim de garantir que a infecção foi eliminada. Além do contato por telefone, o uso de e‑mail e mensagens de texto demonstrou melhorar a reavaliação da infecção.
Bebês recém-nascidos que passam pelo canal de parto recebem pomada de eritromicina nos olhos para prevenir a cegueira decorrente da infecção. A gonorreia subjacente deve ser tratada; se isso for feito, geralmente o prognóstico é bom.

## Tratamento

### Antibióticos

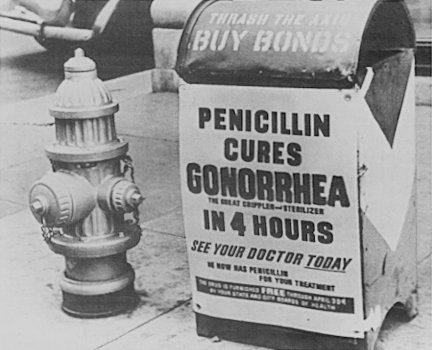
Penicilina entrou em produção em massa em 1944 e revolucionou o tratamento de várias doenças venéreas.

Antibióticos são utilizados para tratar infecções por gonorreia. A partir de 2016, tanto a ceftriaxona por injeção quanto a azitromicina por via oral são as mais eficazes. Entretanto, devido ao aumento das taxas de resistência a antibióticos, os padrões locais de suscetibilidade devem ser considerados ao decidir o tratamento. A ertapeném é um tratamento alternativo potencialmente eficaz para a gonorreia resistente à ceftriaxona.
Adultos podem apresentar infecção ocular por gonorreia e necessitar de higiene pessoal adequada e medicações. A adição de antibióticos tópicos não demonstrou melhorar as taxas de cura em comparação com o uso isolado de antibióticos orais no tratamento da gonorreia ocular. Para recém-nascidos, recomenda-se pomada de eritromicina como medida preventiva para a conjuntivite gonocócica.

### Parceiros Sexuais
Recomenda-se que os parceiros sexuais sejam examinados e, se necessário, tratados. Uma opção para tratar os parceiros sexuais de pessoas infectadas é a terapia de parceiro entregue pelo paciente (PDPT), que envolve fornecer prescrições ou medicamentos à pessoa para que os leve a seu parceiro, sem que o profissional de saúde o examine previamente.
Atualmente, os Centers for Disease Control and Prevention (CDC) dos Estados Unidos recomendam que indivíduos diagnosticados e tratados para gonorreia evitem contato sexual com outras pessoas até pelo menos uma semana após o término do tratamento, a fim de prevenir a disseminação da bactéria.

### Resistência aos antibióticos
Muitos antibióticos que outrora eram eficazes – incluindo penicilina, tetraciclina e fluoroquinolonas – não são mais recomendados devido às altas taxas de resistência. A resistência à cefixima atingiu um nível que a torna inadequada como agente de primeira linha nos Estados Unidos; se utilizada, o paciente deve ser reavaliado após uma semana para verificar se a infecção persiste. Autoridades de saúde pública estão preocupadas que um padrão emergente de resistência possa prenunciar uma epidemia global. Em 2016, a Organização Mundial da Saúde (OMS) publicou novas diretrizes para o tratamento, afirmando: "Há uma necessidade urgente de atualizar as recomendações de tratamento para infecções gonocócicas a fim de responder às mudanças nos padrões de resistência antimicrobiana (RAM) de N. gonorrhoeae. A resistência em nível elevado aos quinolonas previamente recomendados está disseminada e a diminuição da suscetibilidade às cefalosporinas de espectro estendido (de terceira geração), outro tratamento de primeira linha recomendado nas diretrizes de 2003, está aumentando, e vários países relataram falhas terapêuticas."

## Prognóstico
| sem dados <13 13–26 26–39 39–52 52–65 65–78 | 78–91 91–104 104–117 117–130 130–143 >143 |

Anos de vida ajustados por incapacidade (DALY) para gonorreia por 100.000 habitantes
sem dados
<13
13–26
26–39
39–52
52–65
65–78
78–91
91–104
104–117
117–130
130–143
>143

Se não tratada, a gonorreia pode persistir por semanas ou meses, aumentando o risco de complicações. Uma das complicações é a disseminação sistêmica, resultando em pústulas ou petequias na pele, artrite séptica, meningite ou endocardite. Isso ocorre em 0,6 a 3% das mulheres infectadas e em 0,4 a 0,7% dos homens infectados.
Em homens, pode ocorrer inflamação do epidídimo, prostatite e inflamação da uretra devido à gonorreia não tratada. Em mulheres, o desfecho mais comum da gonorreia não tratada é a doença inflamatória pélvica. Outras complicações incluem a inflamação do tecido que circunda o fígado (perihepatite), uma complicação rara associada à síndrome de Fitz-Hugh–Curtis, artrite séptica nos dedos, punhos, dedos dos pés e tornozelos; aborto séptico; corioamnionite durante a gravidez; cegueira neonatal ou em adultos decorrente de conjuntivite; e infertilidade. Homens que já tiveram gonorreia têm risco aumentado de desenvolver câncer de próstata.

## Epidemiologia

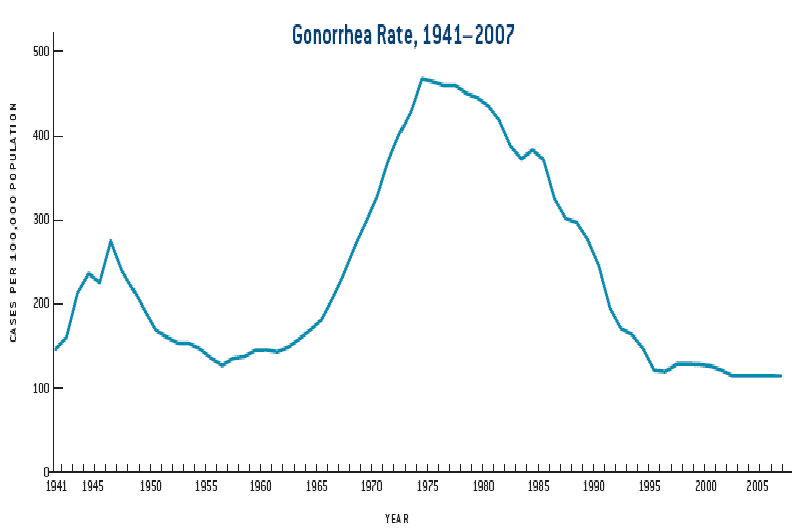
Taxas de gonorreia nos Estados Unidos, 1941–2007

Cerca de 88 milhões de casos de gonorreia ocorrem a cada ano, dentre os 448 milhões de novos casos de ISTs curáveis – que também incluem sífilis, clamídia e tricomoníase. A prevalência foi mais alta na região África, nas Américas e no Pacífico, e mais baixa na Europa. Em 2013, a gonorreia causou cerca de 3.200 mortes, um aumento em relação às 2.300 em 1990.
No Reino Unido, foram diagnosticados 196 casos por 100.000 homens com idade entre 20 e 24 anos e 133 casos por 100.000 mulheres com idade entre 16 e 19 anos em 2005. Em 2013, o CDC estimou que mais de 820.000 pessoas nos Estados Unidos contraem uma nova infecção gonorréica a cada ano, sendo que menos da metade desses casos é notificada ao CDC. Em 2011, foram registrados 321.849 casos de gonorreia no CDC. Após a implementação de um programa nacional de controle da gonorreia em meados da década de 1970, a taxa nacional diminuiu de 1975 a 1997. Após um pequeno aumento em 1998, a taxa diminuiu ligeiramente desde 1999. Em 2004, a taxa de infecções reportadas era de 113,5 por 100.000 pessoas.
Nos Estados Unidos, a gonorreia é a segunda infecção bacteriana sexualmente transmissível mais comum; a clamídia permanece em primeiro lugar. Segundo o CDC, os afro-americanos são os mais afetados pela gonorreia, representando 69% de todos os casos em 2010.
A Organização Mundial da Saúde alertou em 2017 para a disseminação de cepas de gonorreia intratáveis, após a análise de pelo menos três casos no Japão, França e Espanha, que sobreviveram a todos os tratamentos com antibióticos.

## Pesquisa
Uma vacina contra a gonorreia foi desenvolvida e demonstrou ser eficaz em camundongos. Ela não estará disponível para uso em humanos até que estudos adicionais comprovem que é segura e eficaz na população. O desenvolvimento de uma vacina tem sido dificultado pela evolução contínua de cepas resistentes e pela variação antigênica (a capacidade de N. gonorrhoeae de se disfarçar com diferentes marcadores de superfície para escapar do sistema imunológico).
Como N. gonorrhoeae é intimamente relacionada a N. meningitidis e possuem 80–90% de homologia em suas sequências genéticas, alguma proteção cruzada por meio de vacina meningocócica é plausível. Um estudo publicado em 2017 demonstrou que a vacina meningocócica de grupo B MeNZB proporcionou proteção parcial contra a gonorreia. A eficiência da vacina foi calculada em 31%. Em junho de 2023, a GlaxoSmithKline recebeu designação de fast-track pela Food and Drug Administration para sua candidata a vacina contra a gonorreia.